# بخش سالتو
بخش سالتو (به لاتین: Salto Department) یکی از بخش‌های اروگوئه است. بخش سالتو ۱۲۴٬۸۷۸ نفر جمعیت دارد.